# سروناز (آلبوم)
سروناز نام آلبومی است به خوانندگی و آهنگسازی صمد عقاب و همچنین آهنگسازی و تنظیم فریدون شهبازیان با تکنوازی نی محمد علی کیانی نژاد که شامل قطعات موسیقی محلی فارس است.
سروناز از آلبوم‌های پرطرفدار در بین اهالی استان فارس است.

## دست‌اندرکاران
- ویالون: همایون رحیمیان
- ویالون: ابراهیم لطفی
- ویالون: مهدی جوانفر
- ویالون: ایرج رئیس فرشید
- آلتو: محمد بیگلری پور
- تنبک، دف: داود یاسری
- تار: شهریار فریوسفی
- سنتور: علی تحریری
- خواننده و آهنگساز: صمد عقاب
- آهنگساز و تنظیم کننده: فریدون شهبازیان
- تکنواز: محمدعلی کیانی نژاد

## قطعات
- تصنیف ای یار
- آواز شور دشتی
- تصنیف نای نای
- آواز شور دشتی
- تصنیف میام خونت
- تصنیف دل خوش نیس
- آواز همراه با نی
- تصنیف نکنی یادم چرا
- آواز جیران جیران
- تصنیف جهرمی